# Stockholmsmusiken (album)
Stockholmsmusiken – en hyllning till världens vackraste huvudstad är en samlingsvolym CD-album av Anders Neglin efter en konceptuell idé av Bertil Höglund.
Albumet gavs ut på BMG Sweden 1998 och innehåller förutom Neglins åtta kompositioner det interaktiva mediaspelet "En rundtur i Stockholm", där musiken understödjs av bilder från Stockholm samt texter av August Strindberg upplästa av Torsten Wahlund.
Utgåvan innehåller även en 96-sidig bok med bilder från Stockholm, förord av Bertil Höglund, samt texter av August Strindberg.

## Spårlista
1. Ouverture - Allegro
2. Gamla stan - Largo
3. Slussen - Vivace
4. Katarina kyrka - Andante
5. Riddarfjärden - Lento
6. Kungstornen - Vivace
7. Berzelii park - Lento
8. Djurgården - Adagio